# هوائي عالي الكسب

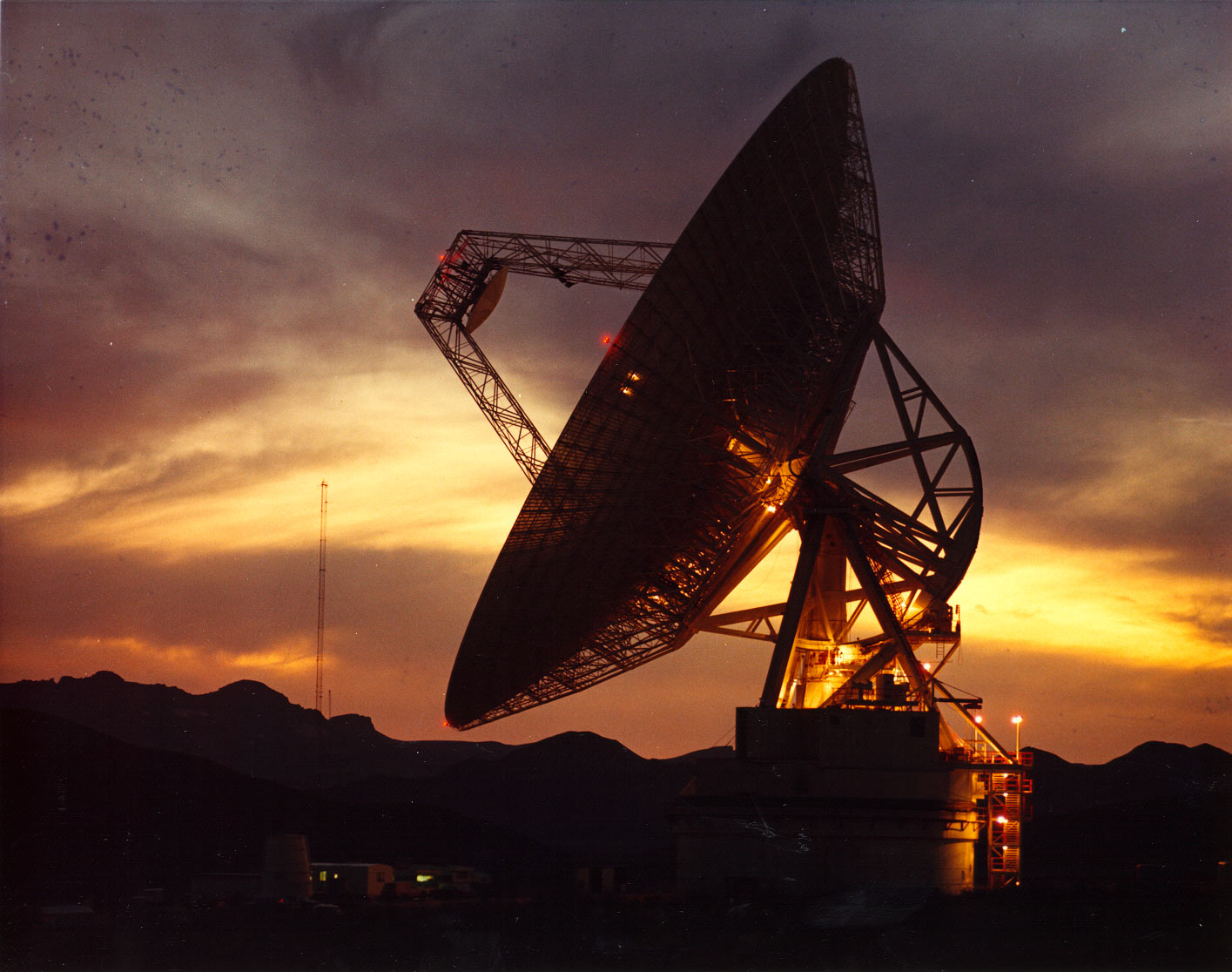
هوائي عالي الكسب ، قطر 70 متر.

هوائي عالي الكسب (بالإنجليزية: High-gain antenna, HGA)‏ هو هوائي للإرسال والاستقبال اللاسلكي ذو شعاع راديوي ضيق ومركز ويسمى أحيانا هوائي متجه . وهو يستخدم كثيرا في مركبات الفضاء كما يستخدم على الأرض وعلى الأخص في المناطق المنخفضة المستوية حيث لا توجد جبال تشوشر على عمله.

## طريقة عمله
عندما يستخدم الهوائي العالي الكسب في الإرسال يعطي شدة أكبر في الإتجاه المراد الذي يوجد به المستقبل مما يزيد من شدة الإشارة المستقبلة. وعند استخدامه كمستقبل، يزيد من شدة الإشارة المستقبلة. وقد تفوق شدة الهوائي العالي الكسب مائة مرة شدة الهوائي الذي يرسل في جميع الاتجاهات و كذلك بالنسبة إلى قدرته على الاستقبال. ونظرا لكونه هوائي متجه فإنه لا يستقبل أشارات من جميع الاتجاهات، مما يساعد على عدم تداخل الموجات اللاسلكية والشوشرة.
وأحسن طريقة لصناعة الهوائي العالي الكسب أن يكون له صينية معدنية على شكل القطع الناقص تعمل مثلما تعمل المرآة المقعرة بالنسبة للضوء، ومنه أنواع حلزونية.

## كسب الهوائي
يقاس كسب الهوائي بالمقارنة بالهوائي الذي يبث في جميع الاتجاهات. وطبقا لقانون انحفاظ الطاقة فالهوائي العالي الكسب يجب أن يكون ذو شعاع كهرومغناطيسي ضيق. وعلى سبيل المثال: إذا بث الهوائي العالي الكسب بطاقة 1 وات يكون الإرسال كما لوكان بقوة 100 وات. وعلى ذلك فالشعاع المرسل منه يغطي 1/100 من السماء فقط.